# Seguros Bolívar Open Medellín 2012
Il Seguros Bolívar Open Medellín 2012 è stato un torneo professionistico di tennis maschile giocato sulla terra rossa. È stata la 9ª edizione del torneo, facente parte dell'ATP Challenger Tour nell'ambito dell'ATP Challenger Tour 2012. Si è giocato a Medellín in Colombia dal 29 ottobre al 4 novembre 2012.

## Partecipanti ATP

### Teste di serie
| Nazionalità | Giocatore             | Ranking* | Testa di serie |
| ----------- | --------------------- | -------- | -------------- |
| Argentina   | Leonardo Mayer        | 72       | 1              |
| Italia      | Paolo Lorenzi         | 75       | 2              |
| Spagna      | Rubén Ramírez Hidalgo | 98       | 3              |
| Argentina   | Martín Alund          | 123      | 4              |
| Brasile     | João Souza            | 133      | 5              |
| Portogallo  | Frederico Gil         | 137      | 6              |
| Stati Uniti | Wayne Odesnik         | 139      | 7              |
| Cile        | Jorge Aguilar         | 223      | 8              |

- 1 Ranking al 22 ottobre 2012.

### Altri partecipanti
Giocatori che hanno ricevuto una wild card:
- Juan Sebastián Cabal
- Felipe Escobar
- Kevin Kim
- Michael Quintero

Giocatori che sono passati dalle qualificazioni:
- Ruben Gonzales
- Chris Letcher
- Martin Rios-Benitez
- Steffen Zornosa

## Campioni

### Singolare
- Paolo Lorenzi ha battuto in finale  Leonardo Mayer con il punteggio di 7–6(5), 6(4)–7, 6–4

### Doppio
- Nicholas Monroe /  Simon Stadler hanno battuto in finale  Renzo Olivo /  Marco Trungelliti con il punteggio di 6–4, 6–4